# Det idealiska offret
Det idealiska offret är en kriminologisk teori som sociologen och kriminologen Nils Christie etablerade 1986. Teorin bygger på sex olika egenskaper som bidrar till huruvida personer eller grupper får legitim status som offer eller inte. Det är samhället som skapar sociala konstruktioner för vem som får denna status. Vilket medför att även om en individ eller grupp av samhället blir definierade som offer, behöver det inte innebära att individen eller gruppen själva definierar sig som brottsoffer.  

## Sex egenskaper för det idealiska offret
1. Offret ska vara svagt
2. Offret ska vara upptaget med ett respektabelt projekt
3. Offret ska vara på en legitim plats
4. Gärningsmannen ska vara stor och ond
5. Gärningsmannen ska vara okänd för offret
6. Offret ska vara tillräckligt mäktigt och kräva status som “idealt offer”

För att exemplifiera detta kan man tänka sig att en ung kvinna som ska gå ut med sin hund i parken blir hotad av en man som är okänd för kvinnan och kvinnan anmäler detta. Det icke-idealiska offret skulle i sin tur kunna exemplifieras av två män som hamnar i slagsmål på en bar. Denna bild av hur ett idealiskt offer “ska” vara bidrar till stigmatiserade och missledande stereotyper i samhället. Fenomenet kan åskådliggöras genom den så kallade brottsofferhierarkin. Vissa individer och grupper identifieras alltså mer som offer än andra. Ju mer ideal offret är desto mer ideal blir också gärningspersonen, och vice versa. Utifrån de sex egenskaperna beskrivs det mest "typiska" ideala offret alltså oftast som en ung/gammal kvinna medan den ideala gärningspersonen beskrivs som en okänd man. I kontrast till detta definieras däremot det icke-idealiska offret oftare som en man där gärningspersonen är känd för offret. Den utsatta mannen anses dessutom kunnat ha motverkat sitt offerskap bättre.        

## Idealiska, verkliga och rädda offer
Christie skiljer på det idealiska, det verkliga och det rädda offret. Det idealiska är alltså den individ eller grupp som efter att ha blivit utsatt för brott lättare får fullständig och legitim status som brottsoffer. Det verkliga offret är dock sällan idealiskt utan snarare tvärtom. Rädslan för att utsättas för brott är dessutom högre hos de som kan karaktäriseras som "ideala" framför verkliga offer. Ett dilemma med socialt konstruerade och reproducerade bilder är att det ideala och rädda offret oftast är de som framställs. Medierna spelar en avgörande roll för hur både offerskap och gärningspersoner skildras. Detta resulterar alltså inte bara i individuella men även strukturella konsekvenser i samhället på grund av stigmatiserande och missledande stereotyper.